# Степові ділянки
Степові ділянки — ботанічна пам'ятка природи.
Об'єкт розташований на території Стеблівської селищної громади Звенигородського району Черкаської області, біля селища міського типу Стеблів.
Під охороною перебуває територія степу, на якій зростає популяція ковили волосистої — рідкісного виду рослин, занесеного до Червоної книги України. Територія також має історичну та патріотичну цінність.
Площа — 3,6 га.
Статус отриманий 2022 року.